# Pluie et vent sur Télumée Miracle
Pluie et vent sur Télumée Miracle est un roman de Simone Schwarz-Bart paru en 1972 et ayant reçu la même année le Grand prix des lectrices de Elle.

## Historique
En juillet 2025, le ministère de l'éducation nationale propose ce roman au programme limitatif du baccalauréat de français pour les sessions d'épreuves anticipées de français de 2027 à 2030. Il est accompagné du parcours « Tisser les mémoires, habiter le monde ».